# Sorong
Sorong ist eine Küstenstadt auf dem indonesischen Inselteil von Neuguinea. Sie ist die Hauptstadt der Provinz Papua Barat Daya.

## Geographie
Sorong liegt im äußersten Westen der nördlichen Pazifikküste der Vogelkop-Halbinsel. Sie ist das Tor zur filigranen Kleininselwelt Raja Ampats, zu artenreichen Korallenriffen und sonstiger biologischer Vielfalt auch an Land. Die Stadt ist als „Stadt“ (indonesisch Kota) direkt der Provinz Papua Barat Daya (Südwestpapua) unterstellt. Sie wird in 10 Distrikte (indonesisch Distrik) Sorong, Westsorong (Sorong Barat), Sorong Kepulauan, Ostsorong (Sorong Timur), Nordsorong (Sorong Utara), Sorong Manoi, Sorong Kota, Malaimsimsa, Klaurung und Maladom Mes. Südsorong (Sorong Selatan) bildet einen von der Stadt unabhängigen, eigenen Regierungsbezirk (Kabupaten).

## Einwohner
2010 zählte man 190.625 Einwohner, 2020 bereits 281.852. Wie die meisten Städte in Westpapua wird Sorong von indonesischen Transmigranten dominiert.

## Wirtschaft und Infrastruktur
Sorong beherbergt eines der Zentren der Öl- und Gaswirtschaft des Landes. Hieraus resultieren zunehmender Wohlstand und wirtschaftliches Wachstum.
Die Stadt prägt eine schöne Strandpromenade sowie ein kontrastreiches Stadtbild. Angesiedelt ist in der Stadt die Naturschutzbehörde PKA. Der Flughafen Sorong bietet Direktverbindungen u. a. nach Jakarta, die Provinz Papua und Makassar. Daneben versorgt Schiffsverkehr die Stadt.